# Буландснес
Буландснес (исл. Búlandsnes) — полуостров на востоке Исландии, регион Эйстюрланд, располагающийся между Хамарс-фьордом и Берю-фьордом. В восточной (местные жители говорят «северной») части полуострова расположен населённый пункт Дьюпивогюр.
Центральной точкой ландшафта является пирамидальная гора Буландстиндюр высотой 1069 м.